# Massimo Giovanelli
Pour les articles homonymes, voir Giovanelli.
Pas d'image ? Cliquez ici

a Compétitions nationales et continentales officielles uniquement.

b Matchs officiels uniquement.
Massimo Giovanelli, né le 1er mars 1967 à Parme (Italie), est un joueur international italien de rugby à XV jouant troisième ligne aile.

## Biographie
Massimo Giovanelli naît à Parme.
Massimo Giovanelli honore sa première cape internationale avec l'équipe d'Italie le 30 septembre 1989 à Trévise (Italie) pour une victoire 33-9 contre l'équipe du Zimbabwe.
Il a disputé trois Coupes du monde.
En 2024, il est candidat à la présidence de la fédération italienne de rugby.

## Palmarès
- Champion d'Italie 1993, 1995 et 1996

## Équipe nationale
- 61 sélections, dont 37 fois en tant que capitaine
- 19 points en équipe d'Italie
- 4 essais.
- Sélections par année : 2 en 1989, 5 en 1990, 5 en 1991, 3 en 1992, 6 en 1993, 5 en 1994, 5 en 1995, 3 en 1996, 6 en 1997, 7 en 1998, 11 en 1999, 1 en 2000.
- Tournoi des Six Nations disputés: 2000
- Coupes du monde disputées: 1991, 1995 et 1999.